# 毛晓峰
毛晓峰（1972年—），毕业于约翰·F·肯尼迪政府学院、湖南大学，2015年1月31日，中纪委官方网站宣布对毛晓峰进行调查，之前他担任中国民生银行行长和党委书记。

## 生平

### 早年生涯
1972年，毛晓峰出生在中国大陆。14岁时，毛晓峰考入湖南大学，1990年，毛晓峰从湖南大学工商管理学院毕业，1995年他在湖大获得工业外贸专业硕士学位，三年后又取得管理学博士学位。2000年，毛晓峰被中华人民共和国政府派遣到美国约翰·F·肯尼迪政府学院进修，最终获得公共行政管理学硕士学位。

### 仕途
1994年，毛晓峰被任命为湖南省芷江侗族自治县县长助理及县委副书记，时年23岁。1996年转任共青团中央办公厅综合处主任科员、副处长。1999年，毛晓峰调任共青团中央委员会办公厅综合处处长、团中央实业发展中心主任助理，是令计划的下属。
2002年，毛晓峰调职担任中国民生银行总行行长办公室副主任，2003年6月担任其董事长经叔平的董事会秘书。2008年4月，毛晓峰升职为民生银行副行长，兼任董事会秘书。在任期间，毛晓峰可以15小时不间断工作。2009年3月起接替王浵世担任中国民生银行总行行长。
2015年1月31日，中国民生银行股份有限公司董事、党委书记、行长毛晓峰辞职，行长职责由洪崎董事长代理。同日，中纪委官方网站宣布对其进行调查，银监会免去其党委书记职务。

## 贪腐
所谓民生银行内部的“夫人俱乐部”，令计划的夫人谷丽萍、原全国政协副主席苏荣妻子于丽芳等中共大官要员的家眷都在其内，设置经年，由毛承担全部职责，似乎代人受过。

## 家庭
新浪微博和湖南本地媒体华声在线曝光，毛晓峰的妻子是中国大陆女演员陈廷嘉，原名陈丽丽，两人2012年结婚，曾送奥迪A4作为追求礼物；虽然毛晓峰娶了一名美貌80后女演员，但是仍然与中国民生银行的女职员私通。